# Tân Liễu
Tân Liễu là một phường thuộc thành phố Bắc Giang, tỉnh Bắc Giang, Việt Nam.

## Địa lý
Phường Tân Liễu có diện tích 9,07 km², dân số năm 2023 là 7.017 người, mật độ dân số đạt 773 người/km².

## Lịch sử
Ngày 29 tháng 8 năm 1994, Chính phủ ban hành Nghị định số 103-CP về việc thành lập thị trấn Neo – thị trấn huyện lỵ của huyện Yên Dũng trên cơ sở tách thôn Bến Đám của xã Tân Liễu.
Xã Tân Liễu còn lại 1.014,93 ha diện tích tự nhiên và 5.239 nhân khẩu.
Ngày 28 tháng 9 năm 2024, Ủy ban Thường vụ Quốc hội ban hành Nghị quyết số 1191/NQ-UBTVQH15 về việc sắp xếp đơn vị hành chính cấp huyện, cấp xã của tỉnh Bắc Giang giai đoạn 2023 – 2025 (nghị quyết có hiệu lực từ ngày 1 tháng 1 năm 2025). Theo đó:
- Sáp nhập xã Tân Liễu thuộc huyện Yên Dũng vào thành phố Bắc Giang quản lý.
- Thành lập phường Tân Liễu thuộc thành phố Bắc Giang trên cơ sở toàn bộ 9,07 km² diện tích tự nhiên và quy mô dân số là 7.017 người của xã Tân Liễu.